# Giornata mondiale della gioventù 1991
La VI Giornata mondiale della gioventù ha avuto luogo il 14 e 15 agosto 1991 a Częstochowa, in Polonia. La scelta di un'altra città europea dopo Santiago di Compostela fece sì che, caso finora unico, due giornate mondiali consecutive si siano svolte nel "vecchio continente".

## La scelta della sede
La scelta della città polacca di Częstochowa ebbe un forte valore simbolico: si trattava della sede di un grande santuario mariano, a cui anche papa Wojtyla era molto devoto; e la città si trovava in Polonia, terra natale dello stesso pontefice, oltre che Paese appena uscito dall'orbita del decaduto regime sovietico.

## Il programma delle giornate
L'evento si svolse nell'ambito del viaggio apostolico del papa in Polonia e Ungheria svoltosi dal 13 al 20 agosto 1991.
In particolare, la GMG polacca durò cinque giorni, i primi tre con le catechesi, includendo la veglia e la messa presso il santuario di Jasna Góra, con pernottamento in loco dei pellegrini.
Per la prima volta nella storia delle giornate mondiali, il numero di partecipanti superava il milione: i presenti furono infatti, secondo le diverse stime, 1.500.000/1.800.000: veniva così battuto il precedente record della GMG di Buenos Aires del 1987. I presenti provenivano da 75 nazioni; massiccia fu, naturalmente, la presenza dei polacchi ospitanti. Per la prima volta, a questa Giornata Mondiale poterono dunque partecipare anche giovani provenienti dai paesi membri dell'ex Patto di Varsavia.

## L'inno
L'inno composto per la Giornata mondiale del 1991 si intitola "Abba ojcze"

## Santi Patroni
I principali patroni ed intercessori della GMG del 1991 sono stati:
| Immagine | Nome                        |
| -------- | --------------------------- |
|          | Vergine nera di Częstochowa |
|          | San Casimiro                |
|          | Sant'Andrea Bobola          |
|          | Stanislao Kostka            |
|          | Beata Cunegonda di Polonia  |